# Miobantia rustica
Miobantia rustica es una especie de mantis de la familia Thespidae.

## Distribución geográfica
Se encuentra en Argentina y Brasil.